# Этот неловкий момент (фильм, 2014)
«Э́тот нело́вкий моме́нт» (англ. That Awkward Moment) — комедия 2014 года режиссёра Тома Гормикена с Заком Эфроном, Майлзом Теллером и Майклом Б. Джорданом в главных ролях. В прокат в США фильм вышел 29 января 2014 года.

## Сюжет
Трое друзей — Джейсон, Дэниел и Майк — после очередной неудачи в отношениях с девушкой одного из них решают, что больше никогда не будут строить с девушками серьезных отношений. Но у жизни другие планы, и вскоре к ним приходит истинная любовь, нарушающая дружеское соглашение.

## В ролях
| Актёр            | Роль          |
| ---------------- | ------------- |
| Зак Эфрон        | Джейсон       |
| Майлз Теллер     | Дэниел        |
| Майкл Б. Джордан | Майкл «Майки» |
| Имоджен Путс     | Элли Эндрюс   |
| Маккензи Дэвис   | Челси         |
| Джессика Лукас   | Вера Уокер    |
| Эддисон Тимлин   | Алана         |
| Джош Пайс        | Фред          |
| Эвелина Турен    | Софи          |

## Производство
В августе 2012 года было объявлено об актёрском составе фильма. Первым актёром стал Зак Эфрон, Майлз Теллер присоединился к составу в октябре 2012 года. Первоначальное название фильма было Are We Officially Dating?, но в сентябре 2013 года оно было изменено на «Этот неловкий момент» (англ. That Awkward Moment).

## Прокат
Премьера в Израиле, Португалии, России и на Украине — 6 февраля.

## Критика
Картина получила в основном отрицательные отзывы. На сайте Rotten Tomatoes фильм имеет 22 % «свежести» и описывается как «шаблонный и несмешной». Metacritic оценивает картину в 33 балла из 100, при этом большинство отзывов являются отрицательными.

## Саундтрек
«Этот неловкий момент: Оригинальный саундтрек к фильму» был выпущен 28 января 2014 года.
| №                   | Название                                                  | Исполнитель         | Длительность |
| ------------------- | --------------------------------------------------------- | ------------------- | ------------ |
| 1.                  | «Closed Shades»                                           | Crozet              | 4:42         |
| 2.                  | «After Dark»                                              | Night Drive         | 3:27         |
| 3.                  | «Thought You Were A?../Hooker?»                           | David Torn          | 3:00         |
| 4.                  | «Tales And Truths»                                        | The Black Apples    | 3:24         |
| 5.                  | «Morning Sun»                                             | Strange Talk        | 5:16         |
| 6.                  | «Apology Drawn / Gramercy Park»                           | David Torn          | 3:12         |
| 7.                  | «Just 1 More Chance»                                      | David Torn          | 2:55         |
| 8.                  | «NY's Charm / Every Guy But Me»                           | David Torn          | 3:49         |
| 9.                  | «We'll Be Gone By Then»                                   | Crozet              | 4:18         |
| 10.                 | «I Don't Recall»                                          | Lavender Diamond    | 3:01         |
| 11.                 | «Really Date You / He Changes»                            | David Torn          | 3:00         |
| 12.                 | «The Pact / Key To The Park»                              | David Torn          | 3:14         |
| 13.                 | «He Told Them / She Wants A Divorce / East Village Girls» | David Torn          | 2:37         |
| 14.                 | «After You've Gone»                                       | Mackenzie Davis     | 2:49         |
| Общая длительность: | Общая длительность:                                       | Общая длительность: | 48:44        |

Помимо композиций вошедших в саундтрек, в фильме также звучала музыка других исполнителей, это песня шведской певицы Elliphant «Down on Life», а также: Vogel — «Amoureux», Сэм Зайнс — «The Captains’s Blues», Jjamz — «Heartbeat», Unknown Mortal Orchestra — «So Good at Being in Trouble», Leagues — «Walking Backwords», Девендра Банхарт — «Won’t You Come Home», Night Drive — «Drones», Дэниел Мэй — «That Old Familier Feeling», The Horrors — «Still Life» и Big Pun «Still Not a Player».

## Награды и номинации
Список приводится в соответствии с данными IMDb.
| Награды и номинации | Награды и номинации            | Награды и номинации                        | Награды и номинации | Награды и номинации |
| Награда             | Категория                      | Номинант                                   | Результат           |                     |
| ------------------- | ------------------------------ | ------------------------------------------ | ------------------- | ------------------- |
| MTV Movie Awards    | «Лучшее появление без рубашки» | Зак Эфрон                                  | Победа              |                     |
| «Золотой трейлер»   | «Best Romance TV Spot»         | Focus Features, Creative Workshop          | Номинация           |                     |
| «Молодой Голливуд»  | «Лучшая троица»                | Зак Эфрон, Майлз Теллер и Майкл Б. Джордан | Номинация           |                     |